# Wilderness (Południowa Afryka)

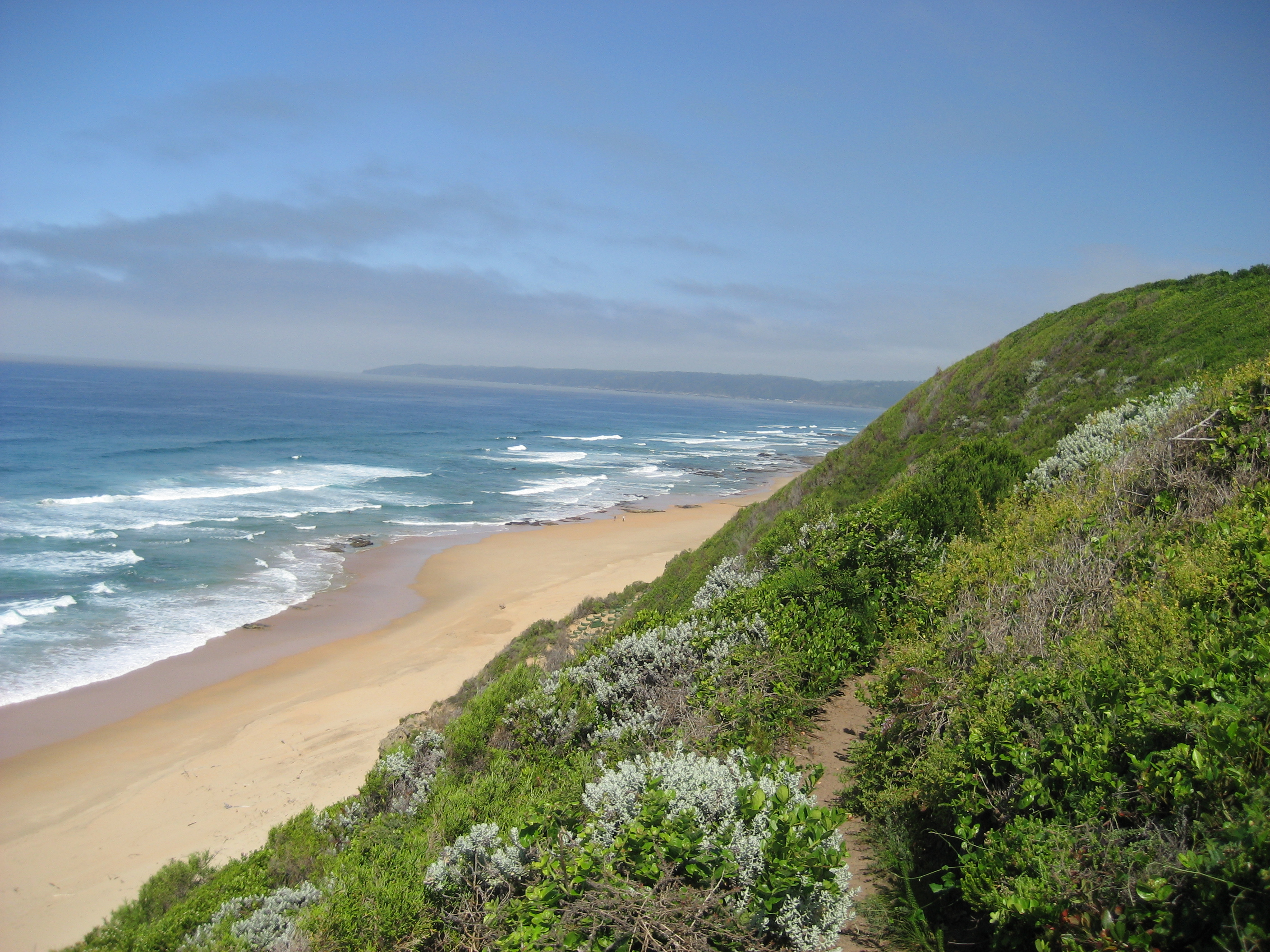
Plaża w Wilderness

Wilderness − niewielkie miasteczko położone w południowoafrykańskiej Prowincji Przylądkowej Zachodniej. Leży 10 km na wschód od George i 70 km na zachód od Knysny, w regionie Garden Route. Wilderness jest znanym ośrodkiem wypoczynkowym, gdyż położone jest nad laguną i posiada dobrze rozwiniętą infrastrukturę turystyczną.